# 足付温泉
足付温泉（あしつきおんせん、足附温泉、Ashitsuki-onsen）は東京都新島村式根島にある屋外温泉である。

## 概要
島で唯一透明な湯が沸く温泉である。昔、傷を負ったあしかがこの温泉につかって傷をいやしたことがこの温泉の名前の由来だとされている。海とつながった海中温泉であり、水着を着用し入浴する混浴。時間帯によって入浴可能な時間と入浴不可能な時間がある。胃腸炎などに効能がある地鉈温泉（内科の湯）に対し、こちらは切り傷などに効能があるため外科の湯とも呼ばれる。

## 泉質
- ナトリウム-塩化物強塩温泉（炭酸泉）

### 効能
- 切り傷、おでき、水虫、アトピー皮膚炎など

## 設備
- トイレ
- 更衣室
- 水シャワー

## アクセス
- 野伏港から徒歩25分
- 式根島港から徒歩5分